# Districtul Al Jabal al Akhdar
Al Jabal al Akhdar este un district în Libia. Acest districte are 194.185 locuitori cu o suprafață de 7.800 km².